# Dracontomelon petelotii
Dracontomelon petelotii là một loài thực vật có hoa trong họ Đào lộn hột. Loài này được Tardieu mô tả khoa học đầu tiên năm 1961.